# Лебедев, Павел Павлович
Па́вел Па́влович Ле́бедев (21 апреля [3 мая] 1872, Чебоксары — 2 июля 1933, Харьков) — российский и советский военный деятель, первый начальник Штаба РККА (1921—1924). Генерал-майор Русской императорской армии (1915).

## Биография
Происхождение — из мелкопоместных дворян Казанской губернии, вероисповедание — православный. Отец Павел Андреевич Лебедев, дослужился до поручика, участник русско-турецкой войны, после войны вышел в отставку и служил чиновником в уездном казначействе. Мать Александра Павловна Лебедева — преподаватель музыки. Был шестым из девяти детей в семье. С 12 лет учился за казённый счёт в Нижегородском графа Аракчеева кадетском корпусе, по окончании которого (1890) стал юнкером московского Александровского военного училища.
Окончил учёбу в 1892 году, в звании подпоручика выпущен в лейб-гвардии Московский полк. В 1897 году поступил в Академию Генерального штаба, которую окончил с отличием в 1900 году. Произведён в штабс-капитаны и причислен к Генеральному штабу, назначен обер-офицером для поручения при штабе 15-го армейского корпуса в Варшавском военном округе. Благодаря своим способностям сделал блестящую карьеру: с 1902 года командовал ротой в лейб-гвардии Московском полку, с 1903 года служил помощником столоначальника, столоначальником, помощником начальника отделения Главного штаба, с 1906 года — назначен делопроизводителем управления генерал-квартирмейстера Генерального штаба. В 1908 году произведён в полковники. В 1909 году назначен делопроизводителем мобилизационного отдела Главного штаба (затем — Главное управление Генерального штаба), в 1910 году —  начальником отделения в этом отделе. В мае—сентябре 1912 года проходил цензовое командование батальоном в 4-м Финляндском стрелковом полку. С 14 января 1913 года — начальник отделения Главного штаба.
В годы Первой мировой войны — начальник оперативного отдела генерал-квартирмейстера штаба Юго-Западного фронта, начальник штаба 3-й армии, генерал для поручений при Главнокомандующем армиями Юго-Западного фронта, помощник генерал-квартирмейстера штаба Северо-Западного фронта, генерал-квартирмейстер штаба Западного фронта. На фронте был ранен. 25 мая 1915 года произведён в генерал-майоры. С апреля 1917 года — начальник штаба 3-й армии на Западном фронте. В декабре 1917 года уволен в отставку и переехал к своей семье в Ейск.
В марте 1918 года по приглашению В. И. Ленина приехал в Москву и вступил в Красную армию. Занимал должность начальника Мобилизационного управления Всероглавштаба (май 1918 — март 1919). Затем был направлен в действующую армию на должность начальника штаба (апрель—июль 1919) и врид командующего (июль 1919) Восточным фронтом, где провёл Златоустовскую и Екатеринбургскую операции. Начальник Полевого штаба Республики (июль 1919 — февраль 1921). Участвовал в разработке и проведении операций по разгрому войск А. В. Колчака, А. И. Деникина, Н. Н. Юденича, Е. К. Миллера, А. И. Деникина, П. Н. Врангеля и операций советско-польской войны. Все время Гражданской войны Лебедев работал в крайне напряженном графике — без выходных, домой приезжал к четырём часам утра.
Первый начальник Штаба РККА (февраль 1921 — апрель 1924), одновременно с марта 1923 до февраля 1924 года являлся членом РВС СССР.

 …основная работа в Реввоенсовете находится в руках тов. Склянского и группы беспартийных спецов, состоящих из Главкома Каменева, Шапошникова и Лебедева. Эта группа — очень добросовестные, трудолюбивые и знающие дело работники. — Из ответа членов Политбюро ЦК РКП(б) на письмо  Л. Д. Троцкого от 8 октября 1923 г. 19 октября 1923 г.
В августе 1922 — апреле 1924 годов по совместительству — начальник Военной академии РККА. В 1924—1925 годы состоял для особо важных поручений при РВС СССР. С февраля по декабрь 1925 года — главный руководитель военных академий РККА по административной части. С декабря 1925 по декабрь 1928 года — начальник штаба и помощник командующего войсками Украинского военного округа (принял эти должности по предложению командующего войсками округа И. Э. Якира). С декабря 1928 года до конца жизни — помощник командующего войсками Украинского ВО. Входил в состав Всеукраинского центрального исполнительного комитета (1927—1933). Скончался в Харькове. Похоронен 4 июля в г. Харькове.

## Награды

### Российская империя
- Орден Св. Станислава 3-й ст. (08.09.1903).
- Орден Св. Станислава  2-й ст. (01.01.1906).
- Орден Св. Владимира 4-й ст. (06.12.1911).
- Орден Св. Владимира 3-й ст. (06.12.1913).
- Орден Св. Станислава 1-й ст. (6.12.1915).
- Орден Святой Анны 1-й ст. (24.06.1916).

### РСФСР
- орден Красного Знамени (18.01.1921).

### УССР
- орден Трудового Красного Знамени Украинской ССР (14.02.1928).

## Сочинения
- Государственная оборона. — М., 1924[9].
- Боевая подготовка в территориальных войсках. — М., 1927.

## Память
- Приказом РВС СССР от 3 июля 1933 года имя П. П. Лебедева присвоено Киевской артиллерийской школе, которая стала именоваться «Киевская артиллерийская школа имени тов. Лебедева»[10].
- В Харькове и в Чебоксарах его именем названы улицы.

## Семья
Женат на Ольге Николаевне Клименко, дочери действительного статского советника. Дети — Александра (1901—?), Павел (1905—1938), Ольга (1907—?), Михаил (1911—1953), Марина (1916—?). Брат — Сергей Лебедев (1865—1919), генерал-майор Российской императорской армии, участник Гражданской войны на стороне белых.